# مزرعه پدر طالقانی
مزرعه پدر طالقانی یک منطقهٔ مسکونی در ایران است که در دهستان زیدآباد واقع شده‌است.